# Cal Palau (Sant Jaume dels Domenys)
Cal Palau és una obra de Sant Jaume dels Domenys (Baix Penedès) inclosa a l'Inventari del Patrimoni Arquitectònic de Catalunya.

## Descripció
S'accedeix a l'edifici mitjançant un baluard amb porta amb llinda de fusta sobre la qual hi ha una bonica barana rematada amb pinacles en forma de pinya.
La façana deixa veure les tres plantes de l'edifici. Els baixos tenen una porta d'arc de mig punt dovellat amb la inscripció 1771. El pis noble presenta uns balcons amb barana de ferro. A sobre hi veiem les golfes amb les típiques finestretes d'arc de mig punt i línia d'impostes molt marcada. A la banda dreta hi ha un petit porxo sostingut per pilastres quadrades. Destaquen els potents contraforts.

## Història
És una de les masies típiques de la zona. Correspon a la casa del propietari del mas de Cal Palau.
La casa, tal com es veu avui, data de 1771.